# Holocénový letopočet
Holocénový letopočet (zkratka HE jako holocénová éra) je návrh univerzálního letopočtu, který předložil v roce 1993 americký paleontolog Cesare Emiliani. Léta se počítají od roku 10 000 před naším letopočtem, kdy skončila poslední doba ledová a začal holocén.
Hlavní výhoda a smysl je v tom, že jednotně pokrývá celou historii lidstva a zároveň je číslo dobře srozumitelné i pro laiky při srovnání s naším letopočtem, kdy si příslušně jen odmyslíme resp. naopak domyslíme jedničku na začátku. Méně zřetelný je převod ze zavedeného počítání "před naším letopočtem", např. jestliže první řecká olympiáda se konala v roce 776 př. n. l., pak to bylo v roce 9225 HE.
Rok 10 000 př. n. l. je navržen jako počátek tohoto holocénového letopočtu. 
Údaje tohoto letopočtu by měly být označovány slovy zkratkou HE (Holocene Era, také Human Era). Vztah k údajům našeho letopočtu (n. l. neboli AD) a k údajům před naším letopočtem (př. n. l. neboli BC) je určen vzorci:
pro náš letopočet je: Y HE = X n. l. (AD) + 10000 a
pro dobu před naším letopočtem: Y HE = 10001 – X př. n. l. (BC)
Takže např. náš letopočet začíná 1. rokem n. l. a tedy 10 001 HE, Československo vzniklo podle holocénového letopočtu v roce 11 918 HE (= 1918 n. l.) a v roce 2025 n. l. je rok 12 025 HE.

## Obdobné návrhy

### Astronomický letopočet
Astronomické číslování roků má rok 0 v roce 1 př. n. l. a počítá náš letopočet shodně, ale má záporné ročníky o 1 větších čísel, než náš letopočet, takže rok 100 př. n. l. je astronomický rok −99.

### Anno Lucis
Anno Lucis (AL) podle zednářů přidává 4000 let k našemu letopočtu, takže rok 2025 je rokem 6 025 AL.

### Džómon
V Japonsku byl již dříve navržen tentýž rok (10000 př. n. l.) jako počátek „džómonského letopočtu“ – angl. Jomon Era, zkratka JE. Údaje letopočtu Džómon odpovídají údajům holocénového letopočtu a tak JE = HE.